# Приз Известий 1986
Приз Известий 1986 — двадцятий міжнародний хокейний турнір у СРСР, проходив 16—21 грудня 1986 року в Москві. У турнірі брали участь національні збірні: СРСР, Чехословаччини, Фінляндії, Швеції та Канади.

## Результати та таблиця
| 1. | СРСР           | *** | 5:1 | 6:0 | 1:0 | 2:3 | 4 | 3 | 0 | 1 | 14:4  | 6 |
| 2. | Канада         | 1:5 | *** | 6:4 | 1:4 | 3:2 | 4 | 2 | 0 | 2 | 11:15 | 4 |
| 3. | Швеція         | 0:6 | 4:6 | *** | 2:1 | 2:0 | 4 | 2 | 0 | 2 | 8:13  | 4 |
| 4. | Чехословаччина | 0:1 | 4:1 | 1:2 | *** | 5:5 | 4 | 1 | 1 | 2 | 10:9  | 3 |
| 5. | Фінляндія      | 3:2 | 2:3 | 0:2 | 5:5 | *** | 4 | 1 | 1 | 2 | 10:12 | 3 |

М — підсумкове місце, І — матчі, В — перемоги, Н — нічиї, П — поразки, Ш — закинуті та пропущені шайби, О — очки

## Найкращі гравці турніру
| Воротар   | Євген Бєлошейкін |
| Захисники | Зарлі Залапскі   |
| Нападники | Андрій Хомутов   |

## Найкращий бомбардир
- Їржі Грдіна 5 (3+2)